# Myrko Schade
Myrko Schade (* 28. März 1969) ist ein ehemaliger deutscher Boxer.

## Werdegang
Myrko Schade begann in der Boxabteilung des LSV Niesky mit dem Sport und wurde aufgrund seines Talents an die Kinder- und Jugendsportschule Cottbus delegiert. Von da an boxte er für den kooperierenden Sportclub SC Cottbus. 1986 gewann er bei den DDR-Meisterschaften der Erwachsenen eine Bronzemedaille im Halbfliegengewicht und boxte für den SC Dynamo Berlin in der DDR-Oberliga. 1988 wurde er mit einem Finalsieg gegen Falk Popinga DDR-Meister im Fliegengewicht und 1989 nach einer Finalniederlage gegen Rico Kubat noch DDR-Vizemeister dieser Gewichtsklasse.
Nach der Wiedervereinigung boxte er für den BC Gelsenkirchen/Erle und den Boxring Brandenburg in der 1. Bundesliga, wurde 1993 Deutscher Meister im Fliegengewicht, sowie 1996 und 1998 Deutscher Meister im Bantamgewicht. Beim prestigeträchtigen Turnier des Chemiepokal in Halle (Saale) gewann er 1998 Gold, 1993, 1994 und 1995 Silber, sowie 1999 Bronze.
Darüber hinaus war er Achtelfinalist des Weltcups 1994, sowie jeweils Viertelfinalist der Weltmeisterschaft 1993, der Weltmeisterschaft 1997, der Europameisterschaft 1998 und der Goodwill Games 1998.